# Rhyddfedd Frych
Rhyddfedd Frych (ca 435 – ?), també anomenat Rhyddfedd ap Categern, va ser un rei de Powys que visqué al segle v. Sobre el seu regnat hi ha molt poques dades, ja que correspon als anys foscos de la història de Gal·les. Pel seu nom, podria haver estat el segon fill de Cadeyern Fendigaid, i haver succeït en el tron de Powys el seu germà, Cadell Ddyrnllwg. Rhyddfedd va governar possiblement una vintena d'anys mentre el seu nebot i l'hereu legítim, Cyngen Glodrydd, no assolia una edat adulta.
El seu malnom, Frych, significa tacat de vermell.